# Jean Dethomas
Pour les articles homonymes, voir Dethomas.
Jean Dethomas est un homme politique français né le 4 octobre 1842 à Paris et décédé le 14 mars 1891 à Melun (Seine-et-Marne).

## Biographie
Avocat à Meaux, il est chef de cabinet du ministre de l'Intérieur puis du ministre de l'Agriculture. Conseiller général du canton de Crécy-la-Chapelle, il est député de Seine-et-Marne de 1881 à 1885, inscrit au groupe de l'Union républicaine. 

## Sources
- « Jean Dethomas », dans Adolphe Robert et Gaston Cougny, Dictionnaire des parlementaires français, Edgar Bourloton, 1889-1891 [détail de l’édition]